# Benjamin Wolff
Benjamin Wolff (født 13. oktober 1790 i København, død 7. maj 1866 på Engelholm) var en dansk godsejer og samler, far til H.C.T. og Gerner Wolff-Sneedorff.

## Baggrund
Han var søn af hestehandler Lars Peder Wolff (1746-1818, gift 1. gang med Johanne Hansdatter Tuesen) og Christiane Margrethe Nielsen (1762-1828). Faderen var som sine forfædre hestehandler, og han ejede derudover mange ejendomme i København og på Vesterbro samt landstedet Grøndal på Frederiksberg. Wolff gik i Borgerdydskolen i København og kom 1807 i lære hos en engelsk købmand i København, og det følgende år opholdt han sig hos morbroderen, der var præst på Fyn.

## Karriere og godsejer
Wolff blev marts 1809 ansat i Postvæsenet, 1811 exam.jur., samme år kopist i Generalpostdirektionens sekretariat for Landbefordrings- og Vandtransportvæsenet, 1816 karakteriseret fuldmægtig, 1817 postsekretær, men rejste - tilskyndet af to brødre - til Kolkata (tidligere Calcutta), hvor han ansattes i firmaet Cruttenoon, Mackillop & Co., af hvilket han senere blev medindehaver, vendte hjem med en stor formue 1829 og blev 1830 ejer af Engelholm og langt senere 1865 af Grevensvænge. Med energi kastede han sig nu over driften af sin nye ejendom, merglede, plantede skov og foretog omfattende nybyggerier på hovedgården og bøndergodset.
Wolff var 1846 suppleant for sædegårdsejerne ved Stænderforsamlingen i Roskilde, 1841-46 repræsentant i Nationalbanken, 1841-59 landvæsenskommissær i Præstø Amt, 1841-48 tiendekommissær for Vordingborg Distrikt. Han blev 1845 virkelig kammerråd, 1846 justitsråd, 28. april 1859 Ridder af Dannebrog og 1865 etatsråd.
Han mødte flere gange ved stænderforsamlingen, hvor han ihærdigt forsvarede godsejernes ejendomsret til fæstegodset. Wolf var en af de tre godsejere, som husmandsagitatoren Peder Hansen(-Lundby) polemiserede imod i sit skrift Tak for sidst! til Aristokraterne i Roeskilde Stænderforsamling 1844.
Desuden var Wolff 1841-55 medlem af sogneforstanderskabet i Snesere Sogn og 1841-65 medlem af amtsrådet. 1839 var han medstifter af og nogle år formand for Landboforeningen for Præstø Amt. Endvidere var han blandt indbyderne til stiftelsen af Godsejerforeningen 1843 og tog aktivt del i udarbejdelsen af godsejernes offentlige protest mod en tvangsafløsning af fæstevæsenet 1856. 1845 var han medstifter af Sparekassen for Præstø By og Omegn og var til sin død sammen med apoteker H.C. Aarsleff den ledende kraft i kassens drift. På grund af sin dygtighed som købmand og landøkonom var han administrator for Oremandsgård 1843-61 og Lundbygård 1843-48 og 1856-57 og førte 1856-65 tilsyn med driften af baroniet Stampenborg (Nysø). Wolff bestyrede for præstøkøbmanden H.C. Grønvolds enke fra 1852 hendes del af byens førende korn- og foderstofhandel.

## Kunstsamler
Benjamin Wolff er også gået over i historien som kunstsamler og som skaberen af Danmarks sidste raritetskabinet på Engelholm, som bestod af en stor konkyliesamling, baseret på eksemplarer fra Indien, og en stor samling tegninger og grafik. Sidstnævnte bestod af ca. 1.500-2.000 blade, hvoraf flere var fremragende stykker, bl.a. enkelte italienske fra 1500- og 1600-tallet. Den danske del af samlingen havde fornem grafik fra 1700-tallet og 1800-tallet. Samlingens bedste udenlandske blade hidrører fra to kendte danske samlere, Johan Conrad Spengler og murermester Gottfried Schaper. I 1915 blev dele af samlingen på Karl Madsens foranledning foræret til Den Kongelige Kobberstiksamling, Det Kongelige Bibliotek og Musikhistorisk Museum, men hovedparten af den wolffske samling var i hans efterkommeres eje, indtil en stor del af den i 2018 blev solgt på auktion. I kraft af sin administratorrolle på Nysø var Wolff flere gange vært for Bertel Thorvaldsen, når denne opholdt sig på herregården hos familien Stampe.
Benjamin Wolff efterlod sig også en stor mængde dagbøger og optegnelser. De giver et billede af en mand, som stadig bar præg af l'ancien regime; en praktisk og rationalistisk anlagt person, som man kender det hos 1700-tallets borgerskab. Alligevel afslører hans dybe engagement i alle sine gøremål en karakter, der var betydeligt mere end baronesse Christine Stampes beskrivelse af ham som "den højtidelige Sekretær Wolff."
Han ægtede 25. august 1832 i Holmens Kirke Juliane Lovise Sneedorff (30. maj 1811 på Amalienborg - 2. marts 1898 i København), datter af kommandør, senere kontreadmiral og kammerherre Hans Christian Sneedorff og 1. hustru Marie Elisabeth Tønder.
Han er begravet på Lundby Kirkegård.

## Gengivelser
Portrætmaleri af C.W. Eckersberg, (?) før 1817 (Grevensvænge; Engelholm). Maleri 1871 af Henrik Olrik efter foto (Engelholm), tegning til samme samme år (Grevensvænge). Litografi 1864 efter fotografi. Relief af August Saabye udstillet 1877. Fotografi 1862 af Peter Most.